# Christian de Trogoff
Pour les articles homonymes, voir Trogoff.
Marie Arthur Camille Christian de Trogoff, né le 13 mars 1850 à Neuilly-sur-Seine et mort le 27 novembre 1901 dans le 2e arrondissement de Paris, est un publiciste et écrivain français. Chansonnier, poète, essayiste, compositeur et auteur dramatique, il forme avec Ulric de Fonvielle, le pseudonyme de Jean-de-Fer.

## Biographie
Rédacteur au Journal officiel des théâtres et Journal des beaux-arts réunis (1890), directeur de la publication du Journal des beaux-arts (1890) puis de la revue Les Beaux-arts (1892-1893), ses pièces ont été représentées, entre autres, au Théâtre de Cluny et au Théâtre du Château-d'Eau. Il fut, en outre, le Secrétaire général de l'Exposition universelle de 1900.

## Œuvres
- La Fiancée de Malte, comédie en 4 actes et en vers, 1869.
- Les Actrices de Paris, quatrains, avec Eugène Hubert, 1872.
- Les Aventures d'un Gascon, poésie, Lachaud, 1873.
- Dieu sauve la France !, musique de Henri Kowalski, 1873.
- J'ai perdu ma mandoline !, boléro comique..., paroles de Christian de Trogoff, musique de Horace Poussard, 1873.
- Parle, petit Bouquet !, mélodie, paroles de Christian de Trogoff, musique de Poussard, 1873.
- Y n'faut pas l' dire !, chansonnette, musique de Poussard, 1873.
- Les Jeunes, à propos en vers, avec Georges Duval, 1874.
- Madame Mascarille, comédie en 1 acte en vers libres, avec Duval, 1874.
- Revendication, drame en 3 actes, avec Hubert, 1874.
- As-tu déjeuné Jacquot ?, chansonnette, musique de Frédéric Boissière, 1876.
- Moleskine, comédie en 1 acte, avec Gustave Ricouard, 1876.
- Sous le balcon !, sérénade, musique de Paul Lacome, 1877.
- Le Coq gaulois, chanson, 1878.
- Populus, drame en 5 actes et 8 tableaux dont un prologue, avec Ulric de Fonvielle et Hubert, 1878.
- Saison du cœur !, valse chantée, 1878.
- Le Loup de Kevergan, drame en cinq actes et de tableaux, avec Hubert et Émile Rochard, 1879.
- Le Portugal, étude contemporaine, Allouard, 1879.
- Elle a froid dans l'dos !, chansonnette, musique de Jules Javelot, 1881.
- Le Fiancé de la lune !, ballade burlesque, paroles et musique, 1881.
- Fille d'Espagne !, boléro, paroles et musique, 1881.
- Mariquita !, boléro, paroles et musique, 1881.
- Pourquoi ton cœur est-il fermé ?, romance, paroles et musique, 1881.
- De l'instruction publique en France, P. Ollendorf, 1882.
- Brise d'amour !, romance, parole et musique, 1884.
- Mignonne, voici le jour !, paroles de Christian de Trogoff, musique de Pauline Thys, 1884.
- Prix de santé, historiette, musique de Boissière, 1884.
- Liche en quatre !, chansonnette, paroles et musique, 1888.
- Le Pain de la France, chant patriotique, avec Léon Baron, musique de Louis-César Desormes, 1888.
- Avril va venir !, poésie, musique de Charles Lecocq, Choudens, 1891.
- Hymne à Bacchus !, scène, poésie de Christian de Trogoff, musique de Charles Lecocq, 1891.
- Jupiter tonnant !, invocation, poésie de Christian de Trogoff, musique de Charles Lecocq, 1891.
- Le Pont Caulaincourt !, chanson, paroles de Oscar Méténier et Christian de Trogoff, musique de Georges Marietti, 1893.
- Salut au Tsar !, hymne patriotique, musique de Georges Lafond, 1896.
- Colombe et Tourterelle !, duettino, musique de Boissière, 1901.